# Ctenogobius shufeldti
Ctenogobius shufeldti és una espècie de peix de la família dels gòbids i de l'ordre dels perciformes.

## Morfologia
- Els mascles poden assolir 8 cm de longitud total.[3][4]

## Hàbitat
És un peix de clima subtropical i demersal.

## Distribució geogràfica
Es troba a Nord-amèrica (des de Carolina del Nord fins al sud de Florida i Texas) i Sud-amèrica (Veneçuela i el Brasil).

## Observacions
És inofensiu per als humans.